# Rune Bækgaard
Rune Bækgaard (15 agosto 1988) è un maratoneta danese.

## Palmarès
| Anno | Manifestazione | Sede   | Evento             | Risultato | Prestazione | Note |
| ---- | -------------- | ------ | ------------------ | --------- | ----------- | ---- |
| 2022 | Europei        | Monaco | Maratona           | 62º       | 2h31'37"    |      |
| 2022 | Europei        | Monaco | Maratona a squadre | 11º       | 7h05'19"    |      |

## Campionati nazionali
2018
- Bronzo ai campionati danesi di mezza maratona - 1h09'46"

2020
- Argento ai campionati danesi, 10000 m piani - 29'48"17

2021
- Argento ai campionati danesi, 10000 m piani - 30'11"12
- 7º ai campionati danesi di 10 km su strada - 29'57"

2022
- Bronzo ai campionati danesi, 10000 m piani - 30'32"85
- 4º ai campionati danesi, 5000 m piani - 14'52"15

2023
- Bronzo ai campionati danesi, 10000 m piani - 30'31"13
- 4º ai campionati danesi di 10 km su strada - 29'30"

2024
- 13º ai campionati danesi di mezza maratona - 1h06'59"

## Altre competizioni internazionali
2018
- 30º alla Maratona di Copenaghen ( Copenaghen) - 2h34'21"

2019
- 39º alla Maratona di New York ( New York) - 2h26'53"
- 51º alla Mezza maratona di Copenaghen ( Copenaghen) - 1h07'12"
- 34º alla Mezza maratona di Berlino ( Berlino) - 1h08'19"

2021
- 59º alla Maratona di Valencia ( Valencia) - 2h17'59"
- 16º alla Mezza maratona di Copenaghen ( Copenaghen) - 1h03'48"
- 12º alla Mezza maratona di Berlino ( Berlino) - 1h04'37"

2022
- 47º in Coppa Europa dei 10000 metri ( Pacé) - 30'17"32
- 14º alla Maratona di Rotterdam ( Rotterdam) - 2h14'35"
- 41º alla Maratona di Valencia ( Valencia) - 2h13'57"
- 47º alla Mezza maratona di Copenaghen ( Copenaghen) - 1h04'48"

2023
- 13º alla Maratona di Copenaghen ( Copenaghen) - 2h18'54"
- 21º alla Mezza maratona di Berlino ( Berlino) - 1h03'40"
- 25º alla Mezza maratona di Barcellona ( Barcellona) - 1h04'14"

2024
- 82º alla Mezza maratona di Copenaghen ( Copenaghen) - 1h06'59"

2025
- 76º alla Mezza maratona di Barcellona ( Barcellona) - 1h06'23"